# Casa Rafael Masó
Casa d'en Masó és un monument protegit com a bé cultural d'interès local del municipi de Castell d'Aro, Platja d'Aro i s'Agaró (Baix Empordà).

## Descripció
Edifici civil. És una edificació formada per dues plantes amb composició irregular i asimètrica. La façana principal està presidida per un porxo lateral que serveix d'entrada és un cos surtin amb arcades acabat en una teulada.
La resta de la façana el componen un seguit d'obertures totes elles de diferents mides, una finestra quadrangular a la part baixa i el primer hi ha un balcó, una petita finestra i un conjunt tres arcs amb columnes com a repòs. Totes aquestes obertures estan emmarcades en pedra treballada i protegides per reixes de ferro delicadament dibuixades.
Té molt interès la part posterior de l'edifici que dona al mar; està composta com la façana per un conjunt d'elements que crea un elegant joc de volums: balconades, finestres, terrasses, galeries… joc que s'accentua amb els colors de les parets blanques i les reixes.

## Història
La urbanització de s'Agaró fou iniciada el 1924 per l'industrial Josep Ensesa i Gubert en col·laboració amb l'arquitecte R.Masó i Valentí. Rebé el nom d'un rierol proper (Seguero o Sagaró). La primera casa fou "Senya Blanca" del Sr. Ensesa al mateix 1924, però la veritable gran empenta constructiva no es produí fins al 1928 amb obres com la casa de Masó 1928, la casa Cibils 1929 o l'hostal de la Gavina 1929-34.
A la mort de Masó es feu càrrec de la urbanització F.Folguera i Grassí el qual hi va fer nombroses obres: camí de ronda, l'església, els banys, la disposició definitiva de l'hostal casa Ensesa (fill).. mort el 1960 fou Adolf Florensa qui el substituí.
A s'Agaró es crea un urbanisme de l'altra burgesia de caràcter marcadament autòcton i d'arrel noucentista.